# Сергей Цветко
Сергей Илич Цветко (на украински: Сергій Ілліч Цвєтко) е етнограф, фолклорист и учител от български произход. Като етнограф работи в сферата на народната култура на българите в днешна Украйна, изследва украинския и български фолклор.

## Биография
Сергей Цветко е роден на 25 септември 1884 г. в село Търновка (днес квартал на Николаев), Руска империя, в семейство на български селяни. Завършва Историко–филологическия факултет на Императорския новорусийски университет (днес Одески национален университет).
Работи като учител по история, география, украински език и литература в училища в Елисаветград (днес Кропивницки), Олвиопол (днес Первомайск), Николаев. В периода 1922 – 1931 г. преподава история, украински език и литература в Одеския земеделски институт. От 1923 г. членува на етнографско-диалектологичната секция на Одеската комисия по местна история към Всеукраинската академия на науките. Автор е на редица статии за изучаване на ежедневието, културата, фолклора на българите от южна Украйна. През 1925 г. участва в колекцията на предмети от материалната култура на село Търновка, за да създаде музей на Степната Украйна. През 1931 г. е арестуван по подозрение за принадлежност към Украинския освободителен съюз, година по-късно, поради липса на доказателства е освободен. През втората половина на 1930-те г. продължава работата по местна история като научен сътрудник в Николаевския исторически музей. По време на военната окупацията през Втората световна война е директор на основното училище в Търновка, преводач на немски език. След освобождението работи като инспектор на регионалния отдел за народна просвета. През 1946 г. е арестуван и осъден по обвинение в антисъветска агитация и пропаганда.